# Jorvik Viking Centre

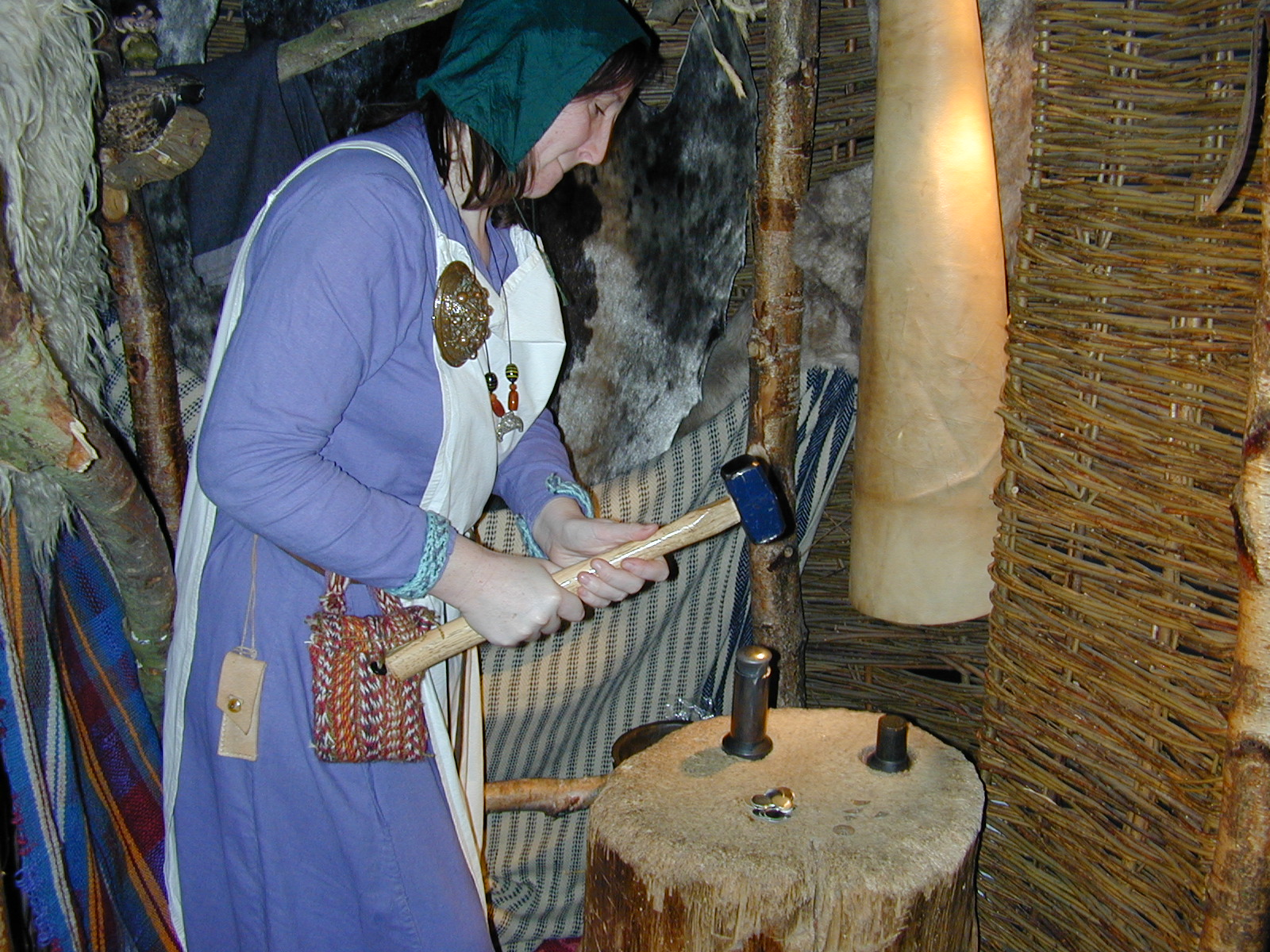
Munten slaan in het Jórvík Viking Centre

Het Jorvik Viking Centre is een in 1984 opgericht archeologisch museum in het centrum van de stad York in Engeland. Jórvík is de Oudnoordse naam van York.
Het centrale thema is de geschiedenis en het leven van de Vikingen, waarbij er diverse kinderactiviteiten aanwezig zijn. Tevens is er een 'tijdmachine', wat inhoudt dat de bezoekers in zwevende wagentjes door het oude Jórvík rijden, waar een animatronicsshow het leven tijdens het Vikingtijdperk uitbeeldt. Hierbij weerklinkt een audiogids door de hoofdtelefoon van de bezoekers. Er is keuze uit verschillende talen waaronder Nederlands. Alle dingen die in het dorp te vinden zijn, zijn op vondsten gebaseerd. Ook worden hierbij de typische geuren van Jórvík verspreid. Deze attractie wordt ingeleid door een korte uiteenzetting door een van de medewerkers van het museum, staande boven de fundamenten van een uitgegraven Vikingwoning, die onder een glazen vloer zichtbaar zijn voor het publiek.
Het museum bevat artefacten uit het vroeg-middeleeuwse York zoals kleding, sieraden, kookgerei en zwaarden, alsook geraamtes en andere resten die tijdens opgravingen werden aangetroffen. Afzonderlijke tentoonstellingen behandelen onder andere het muntsysteem van destijds en kunstuitingen van de Vikingen, waaronder reconstructies van hun liederen en muziekinstrumenten, die men via digitale schermen kan beluisteren.
In 2001 werd het Jorvik Viking Centre gereorganiseerd.